# Niebla (film)
Pour les articles homonymes, voir Niebla.
Niebla est un film espagnol réalisé par Benito Perojo, sorti en 1932.
C'est la version espagnole du film français Le Dernier choc réalisé par Jacques de Baroncelli

## Fiche technique
- Titre : Niebla
- Réalisation : Benito Perojo
- Scénario : Henri-Georges Clouzot et Jacques de Baroncelli
- Société de production : Les Films Osso
- Photographie : Louis Chaix et Henri Janvier
- Prises de vues additionnelles : Nicolas Toporkoff
- Pays d'origine : France
- Langue du film : espagnol
- Format : Noir et blanc - Mono
- Genre : Drame
- Date de sortie : 1932

Sources : UniFrance et IMDb

## Distribution
- Francisco Alarcón
- José Alcántara
- Ofelia Álvarez
- Pedro Elviro
- María Fernanda Ladrón de Guevara
- Rafael Rivelles
- José Rivero
- Pedro Valdivieso